# Domkirche St. Olav (Trondheim)

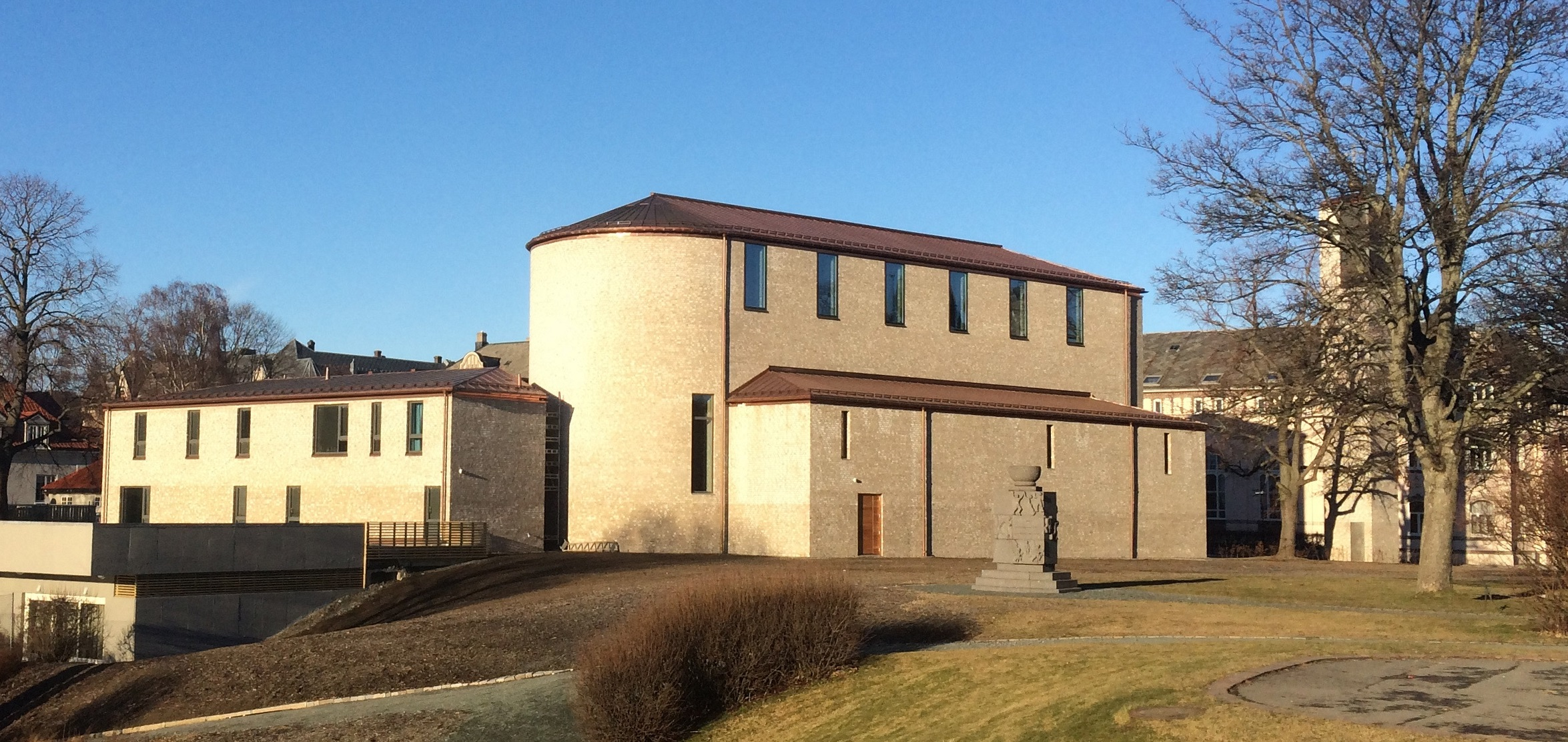
Domkirche St. Olav von Südosten, 2017

Die Domkirche St. Olav in Trondheim ist die Kathedrale der römisch-katholischen Territorialprälatur Trondheim in Norwegen. Sie befindet sich in unmittelbarer Nachbarschaft des evangelischen Nidarosdoms, der ursprünglichen katholischen Bischofskirche, die heute der evangelischen Kirche gehört.

## Geschichte

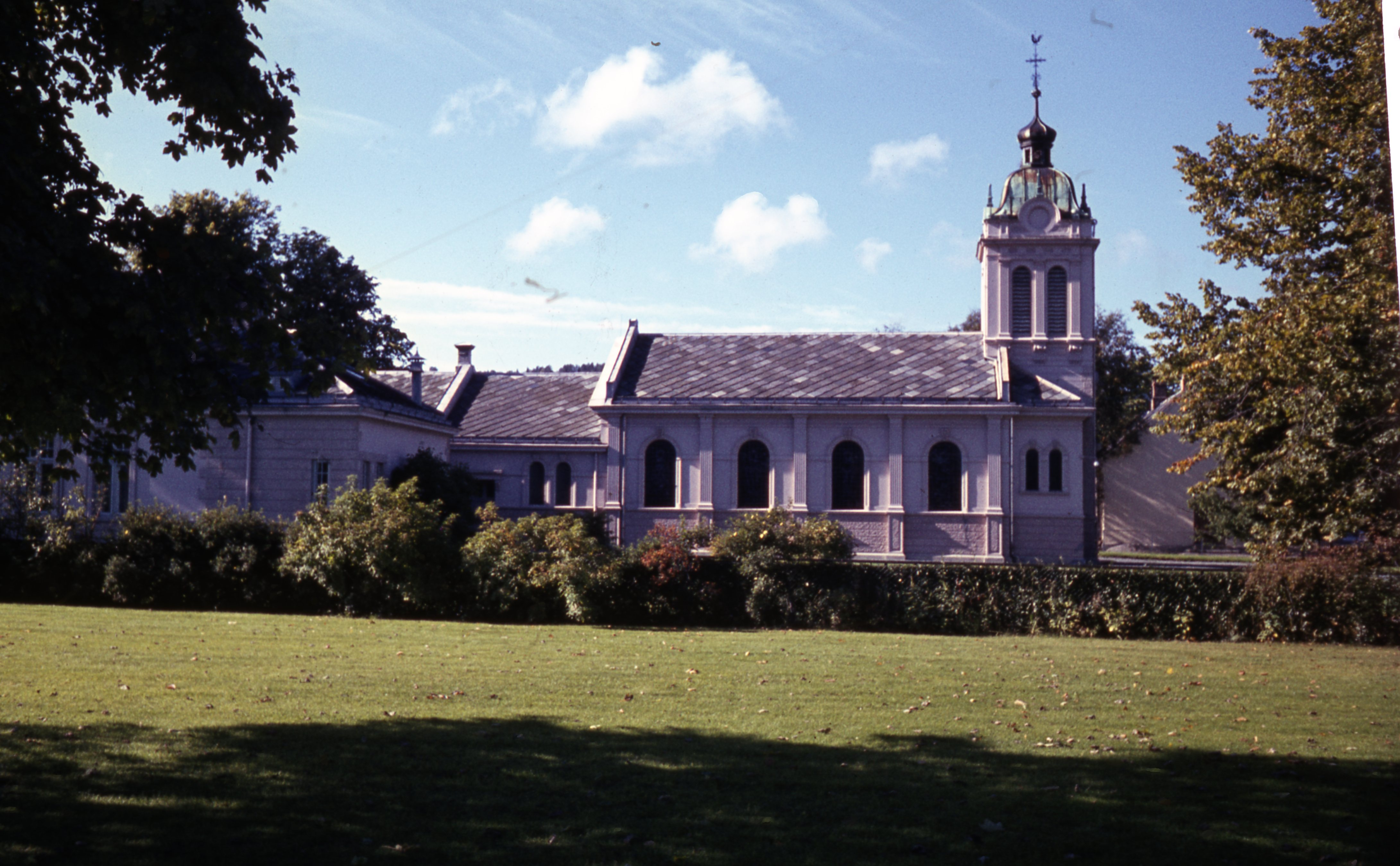
St. Olav 1902

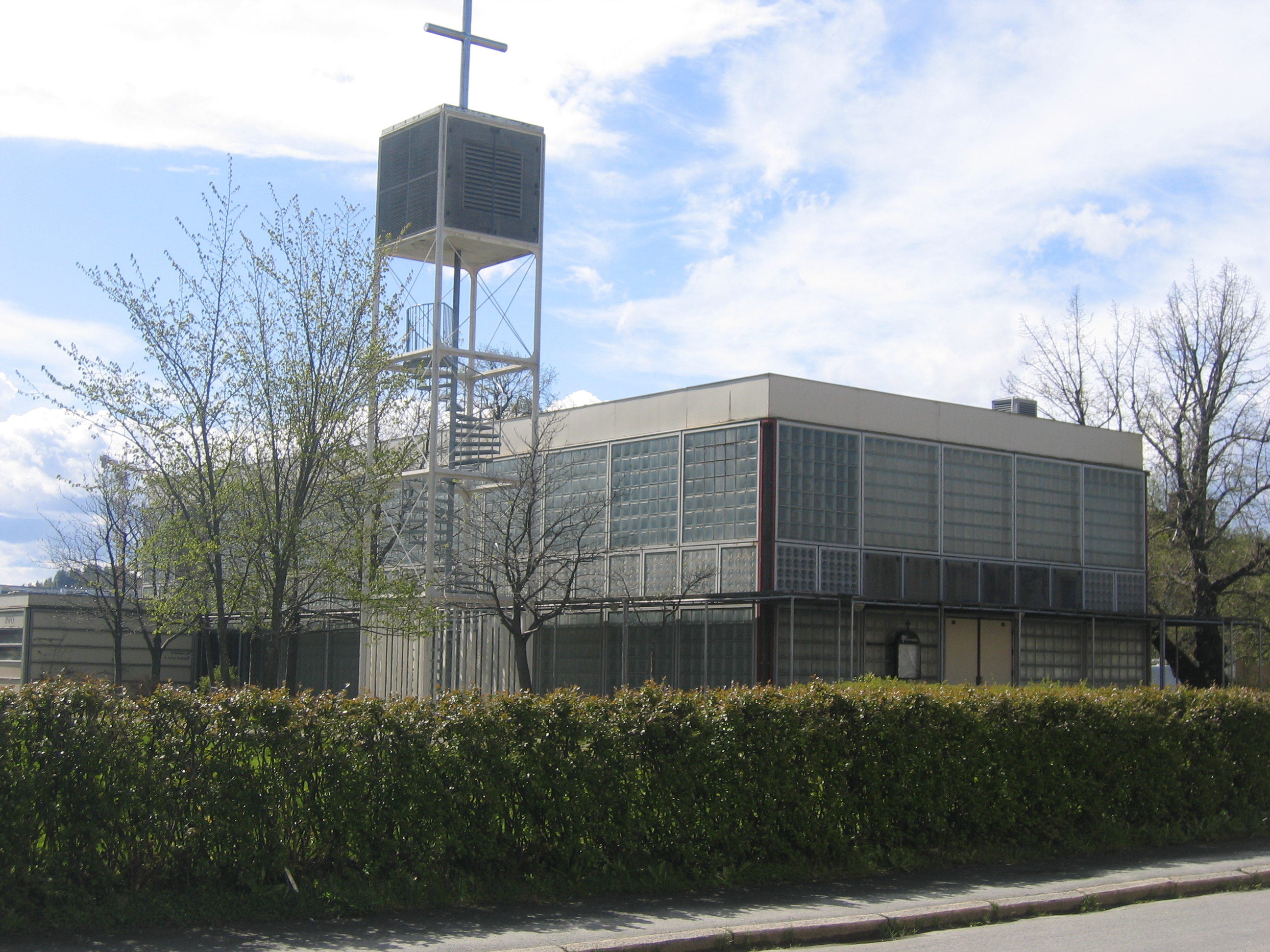
St. Olav 1973

In der zweiten Hälfte des 19. Jahrhunderts entstand in Trondheim wieder katholisches Gemeindeleben. Als die norwegische Staatsbahn 1884 den Bahnhof Throndhjem Kalvskinnet aufgab und den heutigen Trondheimer Bahnhof errichtete, kaufte die katholische Gemeinde 1897 das alte Bahnhofsgelände in der Nidelva-Schleife unweit des seit der Reformation lutherischen Nidarosdoms. Dort entstand, unter Verwendung von Teilen der Bahnhofsgebäude, ein Pfarrzentrum und die historistische erste St.-Olav-Kirche, die am 23. Februar 1902 geweiht wurde und den Namen des heiligen Norwegerkönigs Olav erhielt. Sie wurde 1931 zur Hauptkirche des katholischen Jurisdiktionsbezirks Mittelnorwegen, der heutigen Territorialprälatur Trondheim.
Als die erste St.-Olav-Kirche baufällig und für die vor allem durch Zuwanderung wachsende Gemeinde zu klein wurde, wurde sie abgerissen, und an ihrer Stelle entstand die zweite St.-Olav-Kirche, die 1973 geweiht wurde, ein moderner quadrischer Bau in Glasstahlbeton-Bauweise.
Auch sie genügte nach der Jahrtausendwende dem Zustrom katholischer Einwanderer nicht mehr, und zur Bauerhaltung wären hohe Investitionen erforderlich geworden. Daher begannen Planungen für einen Neubau. Am 25. Mai 2014 fand die letzte Hl. Messe in der St.-Olav-Kirche von 1973 statt, und bereits am Folgetag begannen die Abrissarbeiten. Die heutige Domkirche wurde von 2015 bis 2016 an gleicher Stelle errichtet und im November 2016 geweiht.

## Bauwerk

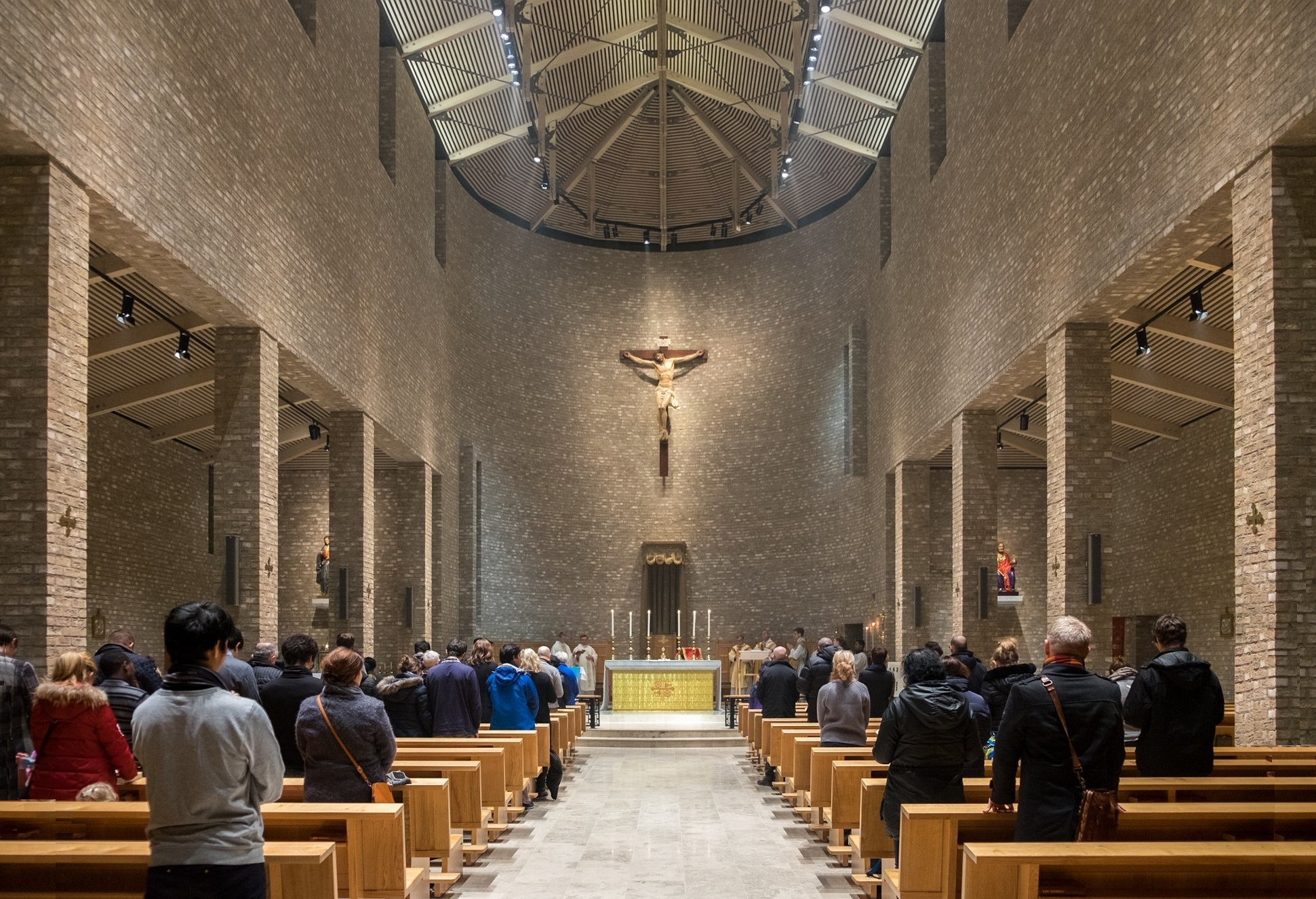
St. Olaf 2016, Innenraum

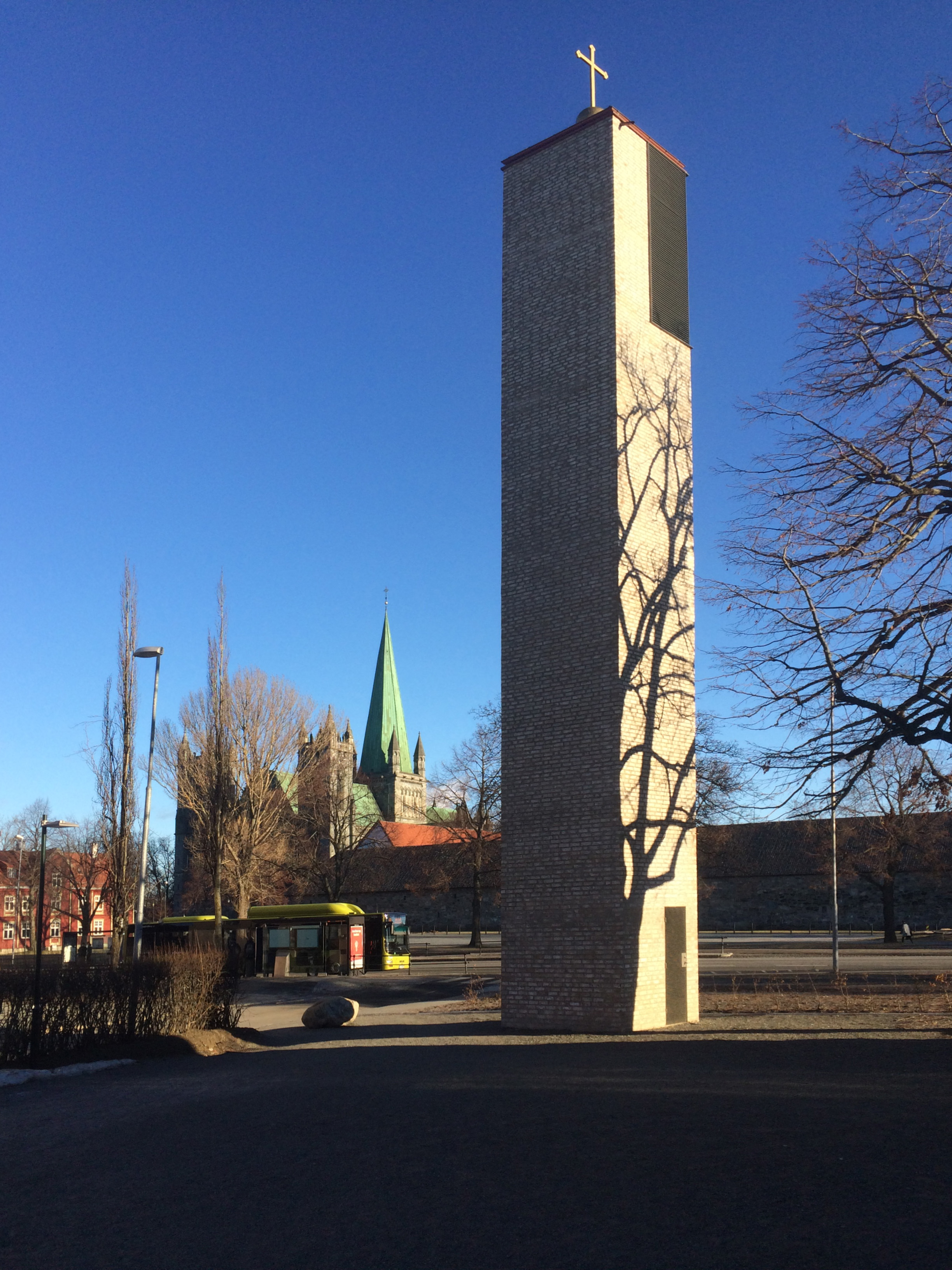
St. Olaf 2016, Turm

Die Kathedrale aus gelblichem Backstein mit freistehendem Glockenturm bietet 450 Sitzplätze. Sie wurde nach einem Architekturwettbewerb von der Firma Eggen Arkitekter entworfen. Gemäß der Vorgabe handelt es sich um eine dreischiffige Basilika mit mittelschiffbreiter Rundapsis. Der Zugang ist von Norden (Stadtseite), die Apsis weist nach Süden.
Im wie ein Campanile frei stehenden Kirchturm hängt ein Glockengeläut von sechs Kirchenglocken, die 2016 in Polen gegossen wurden und insgesamt 1,3 Tonnen wiegen. Die Glocken tragen folgende Namen: Glad, St. Olav, St. Eystein, St. Sunniva, St. Hallvard und St. Torfinn.
Den Innenraum prägt der offene Dachstuhl und der Backstein der Wände und Pfeiler. Zentrales Stück der sparsamen Ausstattung ist ein großer Crucifixus in traditionellen Formen über der Kathedra im Apsisscheitel.
Die Orgel wurde aus der vorigen Kirche übernommen und während der Bauzeit bei dem Orgelbauer Espen Selbaek eingelagert, restauriert und von zehn auf 15 Register erweitert.

## Bedeutung
Der Neubau, der rund 450 Sitzplätze bietet, wurde 2016 rund um die Kirchweihe zu einem wichtigen Symbol des katholischen Aufbruchs in Norwegen. Die Baukosten betrugen circa 12,5 Millionen Euro; davon stammten über 4 Millionen Euro an Fördermitteln und Spenden aus Deutschland, hauptsächlich vermittelt durch das Bonifatiuswerk der deutschen Katholiken. Der Einweihungstag war ein katholisches Großereignis in Europa, bei dem zahlreiche Geistliche und Unterstützer teilnahmen. Die Kathedrale dient nicht nur als geistliches Zentrum, sondern auch als Ort der Integration, die Gemeinde ist multikulturell und wächst kontinuierlich.